# C'est cela l'amour
L'Été
(2)
C'est cela l'amour est une chanson de France Gall parue en 1971 sur un 45 tours single. Elle n'a jamais été éditée en CD.

## Développement et composition
À l'époque, la carrière de France Gall stagne en France depuis 1969 et la chanteuse se retrouve sans maison de disque depuis la faillite de celle où elle enregistrait jusqu'alors, « La Compagnie ». Toutefois, elle rencontre le succès en Allemagne où elle enregistre régulièrement depuis la fin des années 1960 dans la langue de Goetheavec un répertoire conçu par des auteurs et compositeurs de langue allemande. 
En 1971, elle est la première artiste française à enregistrer pour le label américain Atlantic Records de la filiale française de WEA (Warner-Elektra-Atlantic) qui vient de s'implanter en France sous la direction de Bernard de Bosson. L'ex-PDG de Warner Music France, fan de la chanteuse depuis les débuts de celle-ci, confie qu'à la suite de sa prise de fonction : « Pour dix-sept ans de bonheur. Je signe France Gall en pleine traversée du désert. Mon premier directeur artistique s'appelle Michel Berger ». « J'étais totalement fan d'elle. [...] La première fois que j'ai entendu Sacré Charlemagne, j'ai dit : qui est cette chanteuse de jazz qui chante comme ça ? [...]  France Gall était une musicienne exceptionnelle. [...] D'abord, elle avait une voix incroyable, un sens de la justesse et du rythme. Elle avait une façon moderne d'aborder la musique ».
Les paroles sont de l'écrivain Jacques Lanzmann qui est notamment, à l'époque, le parolier attitré des chansons de Jacques Dutronc.
La musique est un blues composé par Paul-Jean Borowsky, membre du groupe Martin Circus qui a gagné la notoriété en 1971 avec son tube Je m'éclate au Sénégal.
Les arrangements et la direction d'orchestre sont de Christian Gaubert.
L'enregistrement est effectué par Marcel Girard assisté de Pierre Saint.
Le disque est produit par Jean-Pierre Orfino.
La photo de France Gall au recto de la pochette a été prise par Gary Granville.

## Le disque
45 tours single 7" (Atlantic Records 10 023, 1971) :
A. C'est cela l'amour (3:15)
B. L'Été, paroles de Jacques Lanzmann et musique de Paul-Jean Borowsky (2:30)